# Head (empresa)
Head N.V. es una empresa austriaca (pero fundada en Estados Unidos) de indumentaria deportiva que comercializa equipos de esquí alpino, tenis y padel. La compañía incluye partes de varias asociaciones que anteriormente eran independientes, como por ejemplo Head Ski Company, fundada en Delaware, Estados Unidos, en 1950; Tyrolia, un fabricante austriaco de equipos de esquí; y Mares, un fabricante italiano de equipos de buceo. 
La empresa actual tiene su sede central en Kennelbach, Austria.

## Historia
La marca Head fue fundada en 1950 en Baltimore por el ingeniero Howard Head tras ver que todavía se utilizaban esquís de madera, en una época en la que se había desarrollado otros materiales metálicos o el plástico.
Durante años formó parte de algunos de los mejores esquiadores del momento.
En los sesenta se iniciaron en el mundo del tenis, tras fabricar unas primeras raquetas. de aluminio, logrando introducirlas en el US Open de 1969. En 1975 Arthur Ashe, uno de los tenistas que utilizaba raquetas de la marca, ganó Wimbledon.
En la actualidad, Novak Djokovic, reconocido como uno de los mejores jugadores de la historia del tenis, porta raquetas de Head.
Además de Djokovic también usan raquetas Head Tomáš Berdych,Horacio Zeballos, Marin Čilić, Richard Gasquet, o los españoles Fernando Verdasco y Guillermo García-López en categoría masculina.
En categoría femenina es usada por Svetlana Kuznetsova, Maria Sharapova, Shuai Peng, Roberta Vinci o la española Anabel Medina.
En el ámbito del Pádel, algunos de los mejores jugadores del mundo usan o usaron palas de la marca, como el caso de Fernando Belasteguín, Sanyo Gutiérrez o Alejandra Salazar en categoría femenina.